# Fedro (filósofo)
Fedro (en griego Φαῖδρος 138 - 70/69 a. C.) fue un filósofo epicúreo. Fue el jefe (escolarca) de la escuela epicúrea en Atenas después de la muerte de Zenón de Sidón hacia el 75 a. C., hasta su propia muerte en el 70 o 69 a. C. Fue contemporáneo de Cicerón, quien le conoció en su juventud en Roma. Durante su estancia en Atenas (80 a. C.) Cicerón reanudó su relación con él. Fedro, ya anciano, era ya una figura destacada de la escuela epicúrea. También mantenía relaciones de amistad con Velleius, a quien Cicerón presenta como el defensor de los principios epicúreos en el De Natura Deorum, y especialmente con Ático. Cicerón alababa especialmente sus agradables modales. Tuvo un hijo llamado Lisíadas. A Fedro le sucedió Patro.
Cicerón escribió a Ático solicitándole el ensayo de Fedro Sobre los dioses (en griego: Περὶ θεῶν). Cicerón se sirvió de esta obra para componer el primer libro del De Natura Deorum . No sólo desarrolló con ella su exposición de la doctrina epicúrea, sino también la de las doctrinas de filósofos anteriores.